# Venenkleber
Zur Behandlung von Krampfadern werden Venenkleber auf Cyanacrylat-Basis eingesetzt. Während der Venenbehandlung führt der Gefäßspezialist lediglich eine minimale Punktion durch und verschließt die Krampfadern nahezu nebenwirkungsfrei mit dem Spezialkleber.
Bei dem Eingriff, VenaSeal® genannt, werden winzige Mengen des Klebstoffs an die Klebepunkte aufgetragen. Das Verfahren ist vollkommen schmerzfrei.

## Anwendungen der Cyanoacrylat – Verklebung (CAC)
Zunächst vom Hersteller ausschließlich für normalkalibrige Stammvenen (Vena saphena magna/ parva am Unterschenkel) zugelassen, kommt er inzwischen zum Einsatz bei: Aneurysmata (Venenerweiterung), bei ektatischen Venen, Verschluss von Verbindungsvenen (Perforantes), bei Verschluss der refluxiven akzessorischen Stammvene und bei der Behandlung des sogenannten „offenen Beines“ (Ulcus cruris).

## Venenkleber

N-Butyl-2-Cyanoacrylat

Bei dem Venenkleber handelt es sich um N-Butyl 2-Cyanoacrylat.
Der Kleber ist sicher, effektiv, nicht giftig, nicht krebserregend und für den Gebrauch innerhalb des Körpers seit 1960 zugelassen.
Der Venenkleber ist uneingeschränkt biokompatibel. Er wirkt bakterizid. Zur Behandlung von Krampfadern sind Venenkleber auf Cyanacrylat-Basis seit 2011 in Europa, seit 2012 in Deutschland, in Kanada 2014 und in USA 2/2015 zugelassen.

## Therapieverfahren Venenkleber
Zwar ist bei der VenaSeal-Methode keine Narkose oder Betäubung nötig – da der behandelnde Arzt allerdings mit einem Katheter in die krankhafte Vene eindringt, wird die Einstichstelle vorab örtlich betäubt. Zum Einsatz kommt eine Art Pistole, die den Venenkleber beinhaltet.
Das untere Ende der erkrankten Vene wird punktiert und ultraschallgesteuert wird ein dünner Katheter in die erkrankte Stammvene bis ca. 1–2 cm vor die Einmündung zur jeweiligen tiefen Vene (Becken-/Oberschenkelvene, Knievene) vorgeschoben. Nach sicherer Platzierung der Spitze erfolgt klein wenig Druck mit dem Ultraschallkopf und der freien Hand des Arztes auf das Bein mit der zu verschließenden Vene. Beim schrittweisen Zurückziehen des Katheters erfolgt die Abgabe eines speziellen medizinischen Klebers in die Vene.(siehe Video)
Dort gelingt dann sowohl ein fast stumpffreier Verschluss der Stammvene, gleichzeitig werden auch Seitenastvenen der Krosse beim Venenkleben  verschlossen.
An Einmündungen von akzessorischen Stammvenen oder Verbindungsvenen im Verlauf der Stammvene wird ein zusätzlicher Tropfen des Venenklebers injiziert, um die Mündung dieser Gefäße ebenfalls über einer Länge von 2 – 3 cm zu verschließen. Bei ektatischen Venen und Venenaneurysmata werden Kleberpunkte alle 1,5 – 2 cm gesetzt. Somit ist auch der Verschluss erweiterter Venen bis 3 cm Durchmesser möglich.
Nach Entfernen des Katheters erfolgt an der Einstichstelle lediglich ein kleiner Pflasterverband.
Die Behandlung ist nach etwa 20 Minuten abgeschlossen.
Das Problem des Venenleidens, nämlich, dass das Blut durch die zu weite Vene in das Bein zurückfließt, ist sichtbar und sofort beseitigt.

## Nebenwirkungen
Nebenwirkungen sind gering und selten. Bisher wurde bei Venaseal keine Allergie beobachtet.
Normalerweise ist die VenaSeal-Behandlung frei von lästigen Nebenwirkungen. Der Patient spürt etwa außer dem Einstich für den Katheter-Zugang nichts. Allerdings kann es dennoch zu den üblichen Gefahren oder Komplikationen kommen. Hierzu zählen zum Beispiel: Blaue Flecken und Blutergüsse an der Einstichstelle, Infektionen, Phlebitis (Venenentzündungen – es ist eine Gewebereaktion des umliegenden Gewebes). Typischerweise tritt diese innerhalb von 30 Tagen auf. Theoretisch können wie bei normalen Einstichen oder Punktionen Lungenembolie und Gefäßperforation als  Komplikationen auftreten.

## Nachbehandlung
Das Tragen von Kompressionsstrümpfen ist nach der Behandlung nicht erforderlich, kann aber in manchen Fällen für 3 bis 7 Tage sinnvoll sein. Da weder vor noch nach der Behandlung Medikamente benötigt werden, ist die Genesungszeit gering. Eine Krankschreibung ist somit nicht erforderlich.

## Bioresorption
Der natürliche Reparaturmechanismus des Körpers baut die verklebte Vene nach und nach ab. Die Bioresorption ist im Ultraschall makroskopisch zu verfolgen und beträgt ca. 12 – 24 Monate. Die Verschlußeffektivität liegt bei 96,1 % nach 94 Monaten Einsatz.